# Amfitrion
Amfitrion (gr. Ἀμφιτρύων Amphitrýōn, łac. Amphitryon) – w mitologii greckiej królewicz oraz król Tyrynsu i Teb.

## W mitologii
Wnuk herosa Perseusza, był synem króla Tyrynsu Alkajosa i Astydamei. Uczestnicząc za młodu w wojnie swego stryja Elektryona, króla Myken, z pretendentem Pterelaosem (stryjecznym wnukiem), w niezwykłych okolicznościach został mężem córki stryja – Alkmeny.
Synowie Pterelaosa wraz z Tafijczykami dokonali najazdu na Mykeny i choć zostali odparci, uprowadzili do Elidy stada bydła. Wyruszając dla odzyskania skradzionego bydła Elektryon przejściowo powierzył rządy Amfitrionowi, który jednak wcześniej odzyskał stada płacąc haracz królowi Elidy – Poliksenosowi. Gdy później wynikł spór z niezadowolonym stryjem, Amfitrion ciskając pałką, przypadkowo ugodził go śmiertelnie.
Sytuację wykorzystał inny stryj, władca Argos Stenelos (któremu podlegały Mykeny) i jako winnego przelewu krwi rodowej, skazał Amfitriona na wygnanie. Wraz z Alkmeną zmuszony był schronić się w Tebach u swego wuja, króla Kreona. Obiecując mu pomoc Kreon postawił jednak jako warunek uwolnienie go od lisa pustoszącego jego ziemie. Amfitrion uprosił bogów o psa z Krety, który jako jedyny mógł dognać dokuczliwe zwierzę. Zawzięty pościg za nim trwał dotąd, dopóki Zeus nie przemienił obu zwierząt w kamienne posągi.
Przed ślubem także Alkmena postawiła warunek, by Amfitrion pomścił śmierć jej ośmiu braci poległych w walce z Tafijczykami. Posłuszny, udał się na kolejną wyprawę i spustoszył wyspę Tafos, lecz nie do zdobycia okazało się samo miasto – zgodnie z przepowiednią, że nie nastąpi to za życia Pterelaosa, które zależało od jego złotego włosa. Zakochana w Amfitrionie Komajto (córka króla) ucięła feralny włos, a gdy Pterelaos zmarł, Amfitrion bez trudu zawładnął miastem, łupiąc je, zaś Komajto skazał na śmierć.
Tuż jednak przed jego powrotem ze zwycięskiej wyprawy zjawił się u Alkmeny Zeus i przybrawszy postać Amfitriona, podstępem stał się ojcem Heraklesa. Dowiedziawszy się o niewierności Alkmeny od Tejrezjasza, Amfitrion zamierzał ją początkowo ukarać, lecz powstrzymał go przed tym sam Zeus; wówczas król zajął się wychowaniem przyszłego herosa. Biologicznym synem Amfitriona był natomiast urodzony po zaślubinach z Alkmeną przyrodni brat herosa – Ifikles. Jedna z wersji mitów mówi, że to nie wroga mu Hera, lecz sam król wpuścił do sypialni synów dwa węże, by się przekonać, który z chłopców jest w rzeczywistości jego potomkiem.

## W tradycji kultury europejskiej
W powszechnej tradycji postać ta stała się symbolem gościnności, a zapożyczone z francuskiego miano amfitrion przyjęło się dla określenia gościnnego pana domu, gospodarza szczodrze podejmującego gości bądź fundatora przyjęcia. Pochodzi ono z tekstu komedii Moliera Amphitryon (1668), opartej zresztą na wcześniejszej sztuce Plauta, gdzie niejasną sytuację rozstrzyga stwierdzenie: „Prawdziwym Amfitrionem jest ten, co na obiad prosi”. Amfitrion jest poza tym bohaterem wzorowanej na Molierze sztuki komicznej Johna Drydena (1690), wzbogaconej muzyką Henry’ego Purcella, a także tragikomedii Heinricha von Kleista (1805-07). Na utworze Moliera oparł również swą operę komiczną Amphitryon (1786) André Ernest Modeste Grétry.
Swobodne przetworzenie mitu zawarł Jean Giraudoux w dramacie Amfitrion 38 (1929). W literaturze współczesnej Amfitrion występuje jako jeden z bohaterów powieści Heros powinien być jeden autorstwa spółki pisarzy-fantastów znanych jako Henry Lion Oldi.